# Rogów Sobócki

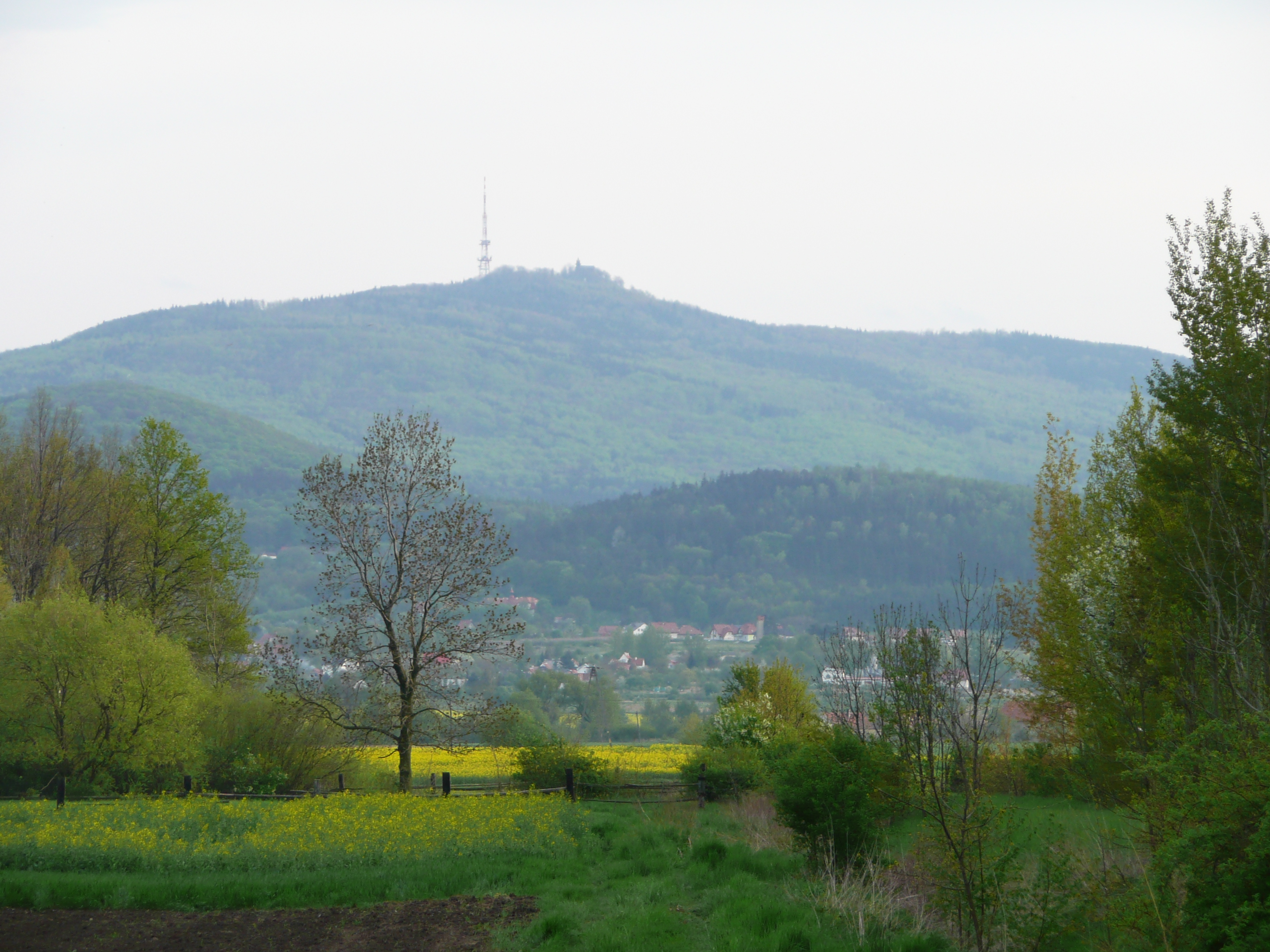
Rogów Sobócki vor dem Ślęża

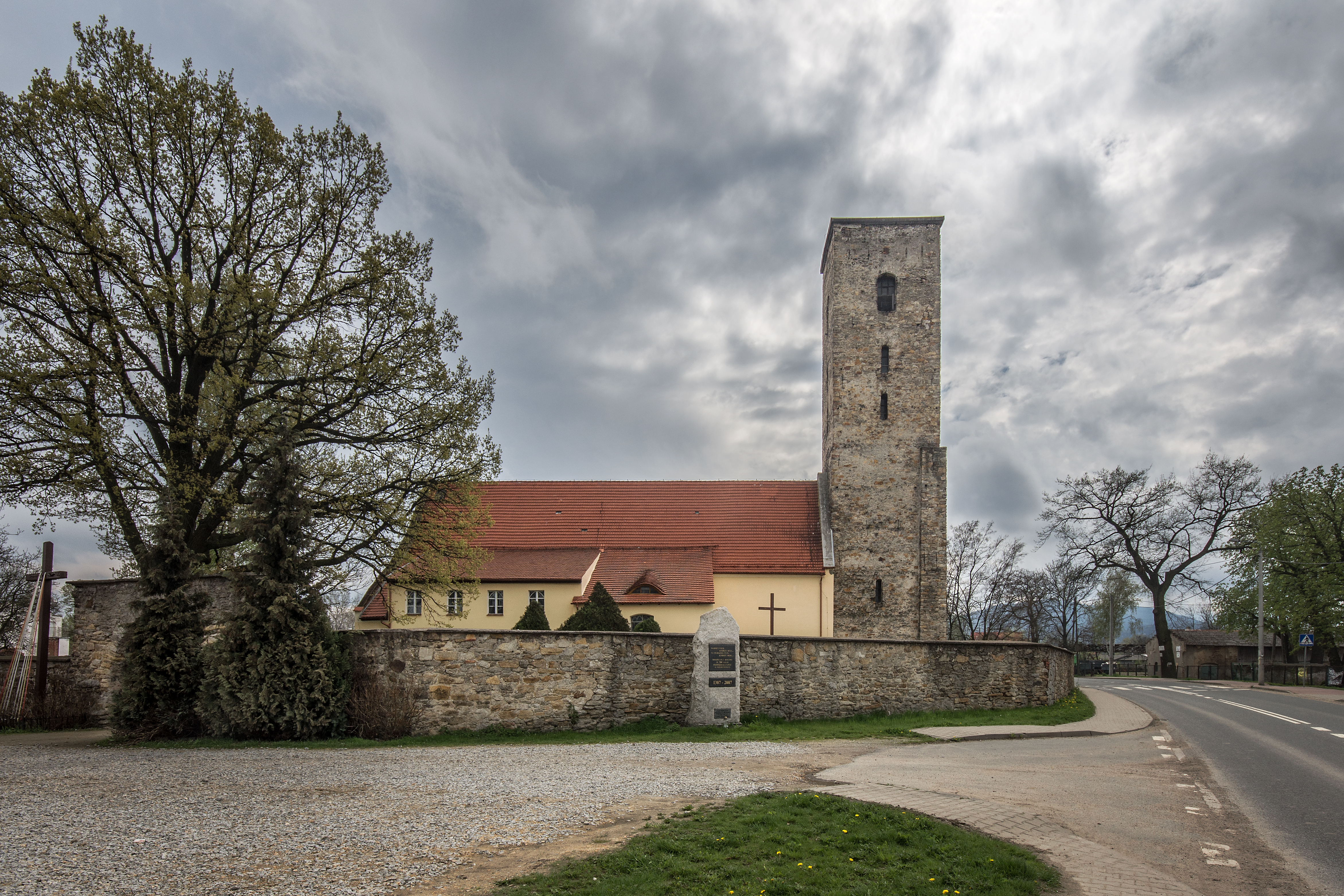
Johannes-der-Täufer-Kirche

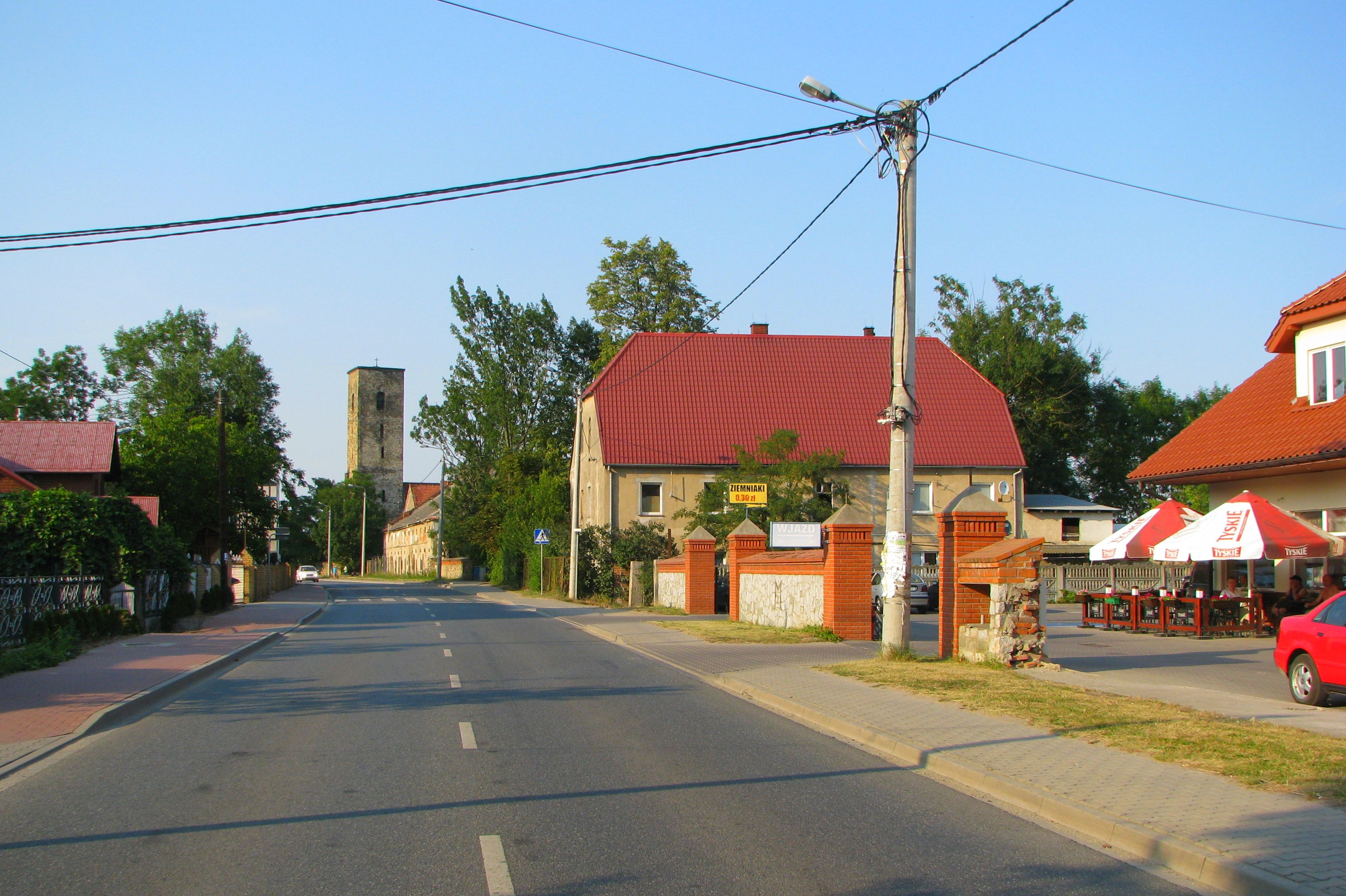
Straßenzug

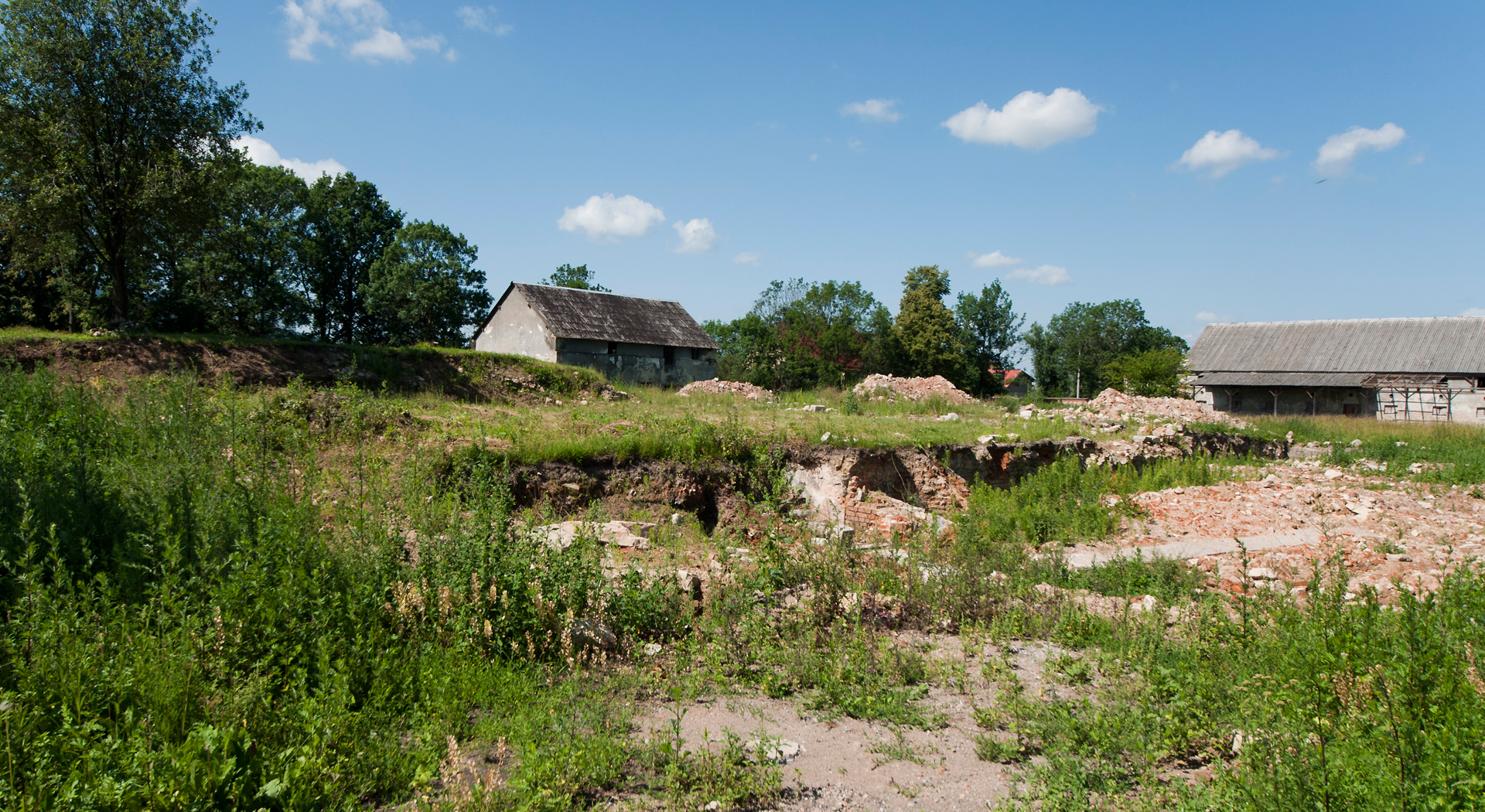
Fragmente des Schlosses

Rogów Sobócki (deutsch: Rogau-Rosenau) ist ein Ort in der Stadt- und Landgemeinde Sobótka, im Powiat Wrocławski der Woiwodschaft Niederschlesien in Polen.

## Lage
Rogów Sobócki liegt ca. drei Kilometer nördlich von Sobótka (Zobten am Berge). Nachbarorte sind Wojnarowice (Wernersdorf) im Nordwesten, Mirosławice (Rosenthal-Mörschelwitz) im Norden, Michałowice (Michelsdorf) im Nordosten, Żerzuszyce (Grunau) im Osten. 

## Geschichte
Das Gemeindegebiet von Sobótka ist seit prähistorischer Zeit ununterbrochen besiedelt, was durch zahlreiche archäologische Funde belegt ist. Erstmals urkundlich erwähnt wurde „Rogow“ im Jahre 1307 mit der bereits bestehenden Kirche Johannes der Täufer. Es gehörte zum Herzogtum Schweidnitz-Jauer, mit dem es nach dem Tod des Herzogs Bolko II. erbrechtlich an den römisch-deutschen und böhmischen König Wenzel fiel, wobei Bolkos Witwe Agnes von Habsburg bis zu ihrem Tod 1392 die Nutznießung zustand. 1450 bis 1554/55 gehörte Rogau dem Adelsgeschlecht Reichenbach. Diprand von Reichenbach, dem ab 1548 die Obergerichtsbarkeit zustand, vererbte es seiner Tochter Katharina, die mit George von Gellhorn verheiratet war. 1563 besaß es deren Sohn Ernst von Gellhorn und Alt-Grottkau und 1568–1594 Friedrich von Gellhorn. Diesem folgte 1636 Ernst Reichsgraf von Gellhorn, der es 1679 seinem Sohn Ernst Julius Reichsgraf von Gellhorn vermachte. 1720 erwarb es seine Schwester Augusta Gräfin von Schlegenberg, die 1733 in Rogau ein Majorat gründete. Später kam Rogau-Rosenau an die Familie von Schickfuß. Rosenau gehörte 1550 Christoph Schenk und George Mesenau. 1568 erwarb es Friedrich von Gellhorn, der es mit Rogau vereinte.
Nach dem Ersten Schlesischen Krieg fiel Rogau-Rosenau mit dem größten Teil Schlesiens an Preußen. Die alten Verwaltungsstrukturen wurden aufgelöst und Rogau-Rosenau zunächst in den Landkreis Schweidnitz eingegliedert. 1785 befanden sich in Rogau-Rosenau eine katholische Kirche, die während der Reformation bis 1654 als protestantisches Gotteshaus diente, eine Pfarrwohnung, zwei Schulhäuser, zwei Vorwerke, 32 Bauern, 34 Gärtner, 14 Häusler, eine Wassermühle, eine Windmühle und 563 Einwohner. In der 1795 erbauten evangelischen Pfarrkirche im Ortsteil Rosenau wurde am 28. März 1813 das Lützowsche Freikorps eingesegnet. 1845 zählte Rogau-Rosenau 126 Häuser, ein Schloss, zwei Vorwerke, 1075 Einwohner (98 katholisch), eine evangelische Pfarrkirche in Rosenau unter dem Patronat des Dominiums, eingepfarrt: Klein-Bielau, Floriansdorf, Gorkau mit Rosalienthal, Kapsdorf, Marrdorf, Qualkau, Ströbel, Wernsdorf, Zobten und Grunau, eine katholische Pfarrkirche mit Pfarrwidum unter dem Patronat der Grundherrschaft, eingepfarrt und eingeschult: Grunau und Strachau bei Zobten, eine katholische Schule, eine Wassermühle mit zwei Einwohnern, eine Windmühle, eine Brau- und Brennerei, 31 Handwerker (einschließlich einem Uhrmacher) und sieben Kleinhändler (Höcker). 1874 wurde der Amtsbezirk Rogau-Rosenau gebildet, der aus der Landgemeinde Rogau-Rosenau und dem zugehörigen Gutsbezirk bestand.
1932 wurde der Amtsbezirk Rogau-Rosenau um die Landgemeinden Grunau, Kuhnau, Strachau b. Zobten und Wernersdorf erweitert und in den Landkreis Breslau umgegliedert.
Als Folge des Zweiten Weltkriegs fiel Rogau-Rosenau mit dem größten Teil Schlesiens 1945 an Polen. Nachfolgend wurde es in Rogów Sobócki umbenannt. Die deutsche Bevölkerung wurde – soweit sie nicht schon vorher geflohen war – vertrieben. Die neu angesiedelten Bewohner stammten teilweise aus Ostpolen, das an die Sowjetunion gefallen war. Von 1975 bis 1998 gehörte Rogów Sobócki zu Woiwodschaft Breslau. Rogów Sobócki hatte einen Bahnhof an der heute nur noch im Güterverkehr betriebenen Bahnstrecke Wrocław–Jedlina-Zdrój.

## Sehenswürdigkeiten
- Die römisch-katholische Pfarrkirche mit dem Patrozinium Johannes der Täufer (Kościół parafialny pw. św. Jana Chrzciciela) wurde erstmals 1307 erwähnt. Während der Reformation diente sie bis 1703 als evangelisches Gotteshaus. Es ist eine gotische Saalkirche aus dem Anfang des 15. Jahrhunderts. An der östlichen Chorwand befindet sich das Fragment eines gotischen Sakramentshauses. Von der ursprünglichen Ausstattung haben sich in der Südkapelle ein Altar und vier Grabsteine erhalten. Aus der 1945 zerstörten evangelischen Kirche wurden zwei Prophetenfiguren aus der ersten Hälfte des 18. Jahrhunderts sowie das Gemälde Taufe Christi aus dem letzten Viertel des 17. Jahrhunderts in die Johannes-Kirche transloziert.
- In der Friedhofsmauer befinden sich drei mittelalterliche Kreuze aus Granit.
- Renaissance-Pranger in der Dorfmitte aus der Mitte des 16. Jahrhunderts.
- Das vormalige Schloss Rogau geht auf eine Wasserburg aus der zweiten Hälfte des 16. Jahrhunderts zurück, die von Herren von Gellhorn errichtet wurde. Um 1760/80 wurde sie innen ausgebaut. 1852 gelangte sie an die Grafen von Pückler, die sie um 1860 zu einem Schloss erweiterten. Bei Kriegsende 1945 wurde es teilweise zerstört.

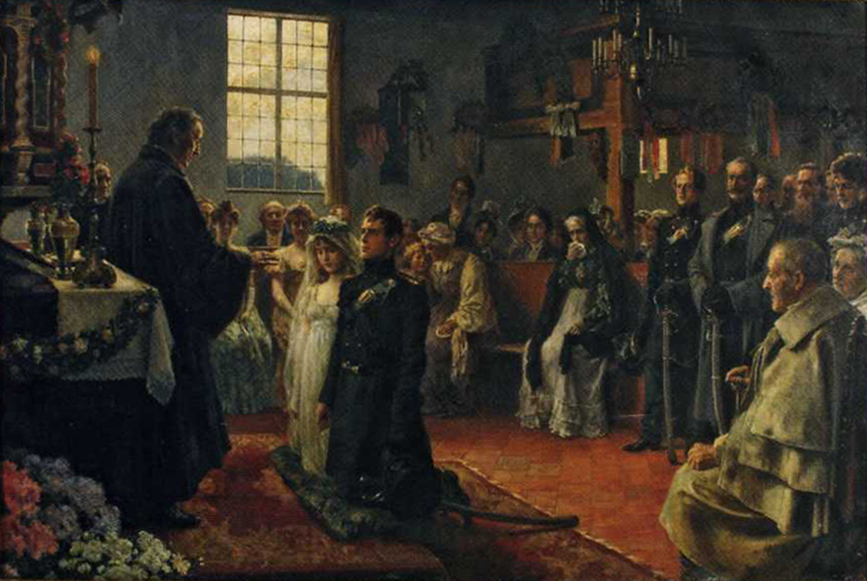
Einsegnung des Lützowschen Korps in Rogau (1813)
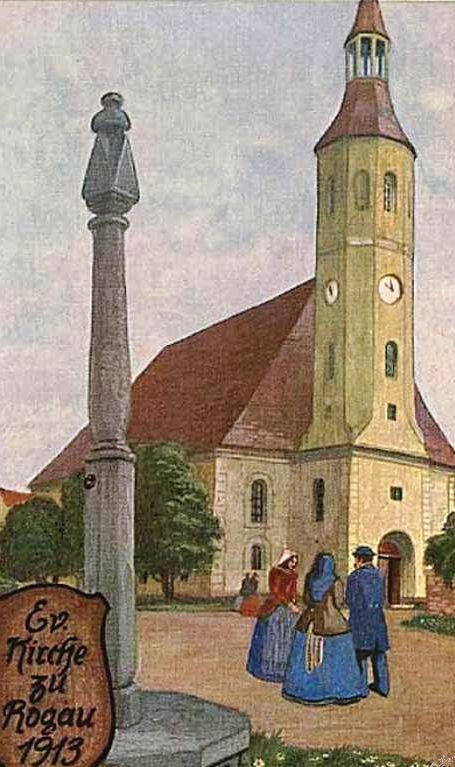
Evangelische Kirche in Rogau
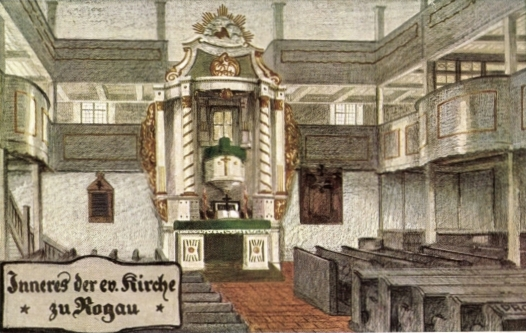
Inneres der evangelischen Kirche in Rogau (um 1910)
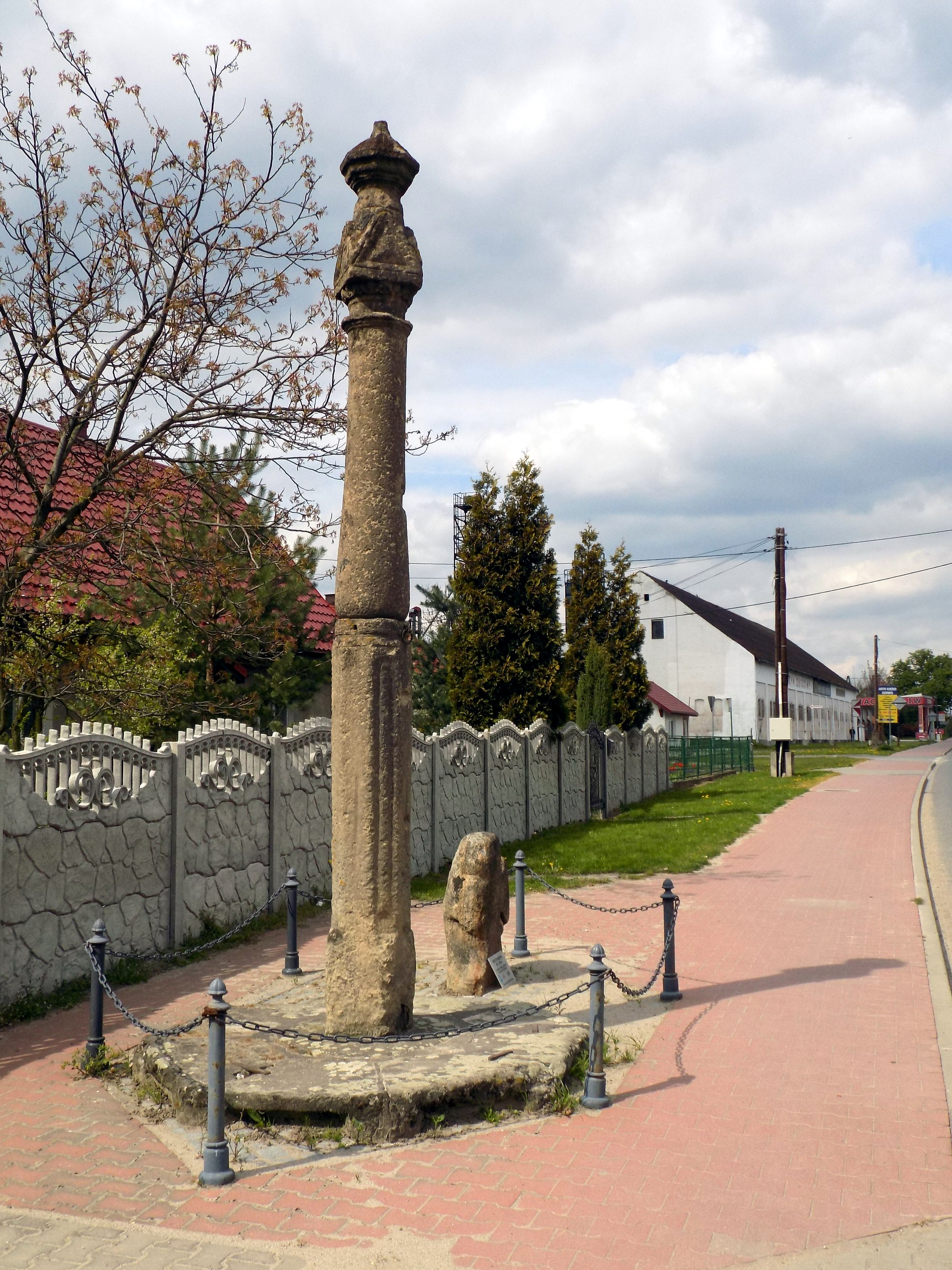
Dorfpranger

## Söhne des Ortes
- Erdmann von Pückler (1792–1869), Politiker